# Mammillaria schwarzii
La biznaga de Schwarz (Mammillaria schwarzii) es una especie perteneciente a la familia Cactaceae. Es endémico de Guanajuato en México. Su hábitat natural son los áridos desiertos. Está tratada en peligro de extinción por pérdida de hábitat. Mammillaria schwarzii fue descrita por Ernest William Shurly y publicado en Cactus Journal (London) 11: 17. 1949. Mammillaria: nombre genérico que fue descrita por vez primera por Carolus Linnaeus como Cactus mammillaris en 1753, nombre derivado del latín mammilla = tubérculo, en alusión a los tubérculos que son una de las características del género. schwarzii: epíteto otorgado en honor del recolector de plantas Fritz Schwarz (1898–1971), que la descubrió en México.

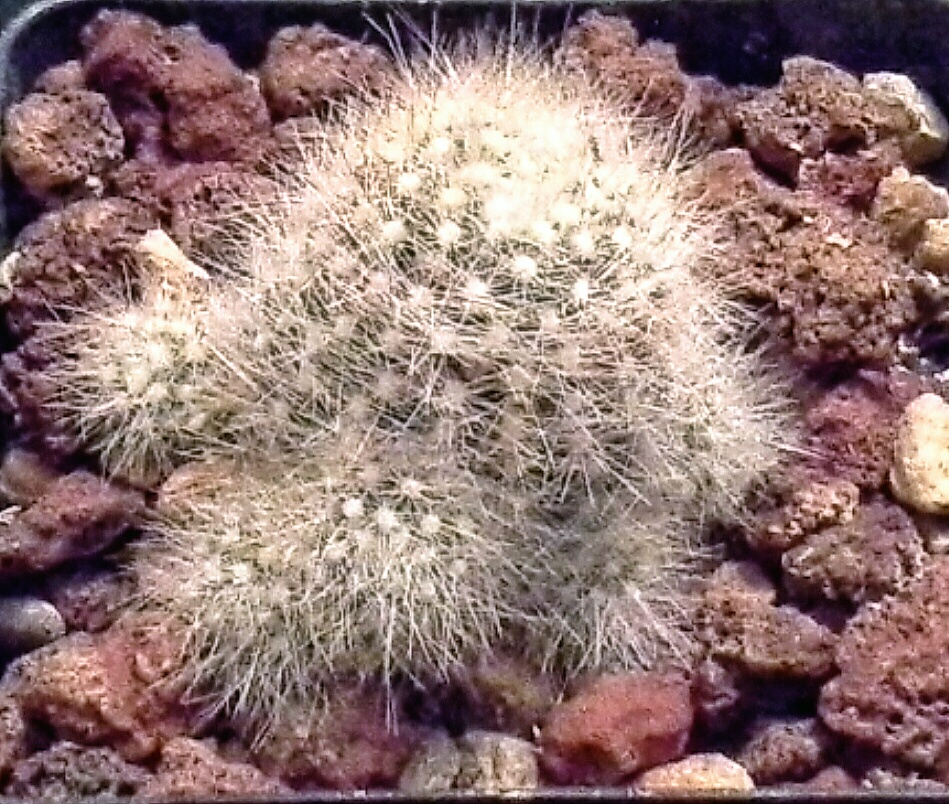
Vista de la planta

## Clasificación y descripción
Es una biznaga de la tribu Cacteae, familia Cactaceae. Es un cactus que tiene crecimiento ramificado. Es de forma globosa hasta de 4 cm de altura y diámetro. Las protuberancias del tallo (tubérculos) son cilíndricos, de color verde y presentan jugo acuoso, el espacio entre ellos (axilas) poseen cerdas. Los sitios en los que se desarrollan las espinas se denominan aréolas, en esta especie tienen forma circular, con 45 espinas, de 8 a 9 de ellas se localizan en el centro de la aréola (centrales) una de ellas es ganchuda, son de color blanco o son pardo rojizas y son más gruesas que las espinas blancas, pilosas de la orilla (radiales). Las flores son pequeñas y tienen forma de embudo, miden en promedio 15 mm de largo y 12 mm de diámetro y son de color de blanco rojizo. Los frutos en forma de chilitos, son de color rojo y las semillas negras. Es polinizada por insectos y se dispersa por semillas.

## Distribución
Es endémica al estado de Guanajuato, en rocas de origen calizo.

## Ambiente
Se desarrolla alrededor de los 2150 a 2400 m s. n. m., en matorrales xerófilos.

## Estado de conservación
Debido a sus características, esta especie ha sido extraída de su hábitat para ser comercializada de manera ilegal, aunque no se tiene cuantificación del daño que esto ha producido a las poblaciones. Es endémica a México y se considera en la categoría de sujeta a Protección Especial (Pr) de la Norma Oficial Mexicana 059. En la lista roja de la IUCN se considera Críticamente En Peligro (CR).